# Arda, Smolean
Arda (în bulgară Арда) este un sat în comuna Smolean, regiunea Smolean,  Bulgaria. 

## Demografie
Componența etnică a satului Arda
     Bulgari (92,07%)
     Nicio identificare (7,92%)
     Altele (0%)
La recensământul din 2011, populația satului Arda era de 303 locuitori. Din punct de vedere etnic, majoritatea locuitorilor (92,07%) erau bulgari. Pentru 7,92% din locuitori nu este cunoscută apartenența etnică.